# Sciatherellus
Sciatherellus is een geslacht van vliesvleugeligen uit de familie Pteromalidae. De wetenschappelijke naam van dit geslacht is voor het eerst geldig gepubliceerd in 1917 door Masi.

## Soorten
Het geslacht Sciatherellus is monotypisch en omvat slechts de volgende soort:
- Sciatherellus orycinus Masi, 1917